# Kněžmost
Obec Kněžmost (německy Fürstenbruck) se nachází v okrese Mladá Boleslav ve Středočeském kraji, zhruba 12 km na severovýchod od Mladé Boleslavi. Obcí protéká potok Kněžmostka. Žije zde přibližně 2 300 obyvatel.

## Historie
První písemná zmínka o obci pochází z roku 1380, celnice zde ale existovala již v roce 1316. Obec vznikla poblíž knížecího mostu přes močál.

### Územněsprávní začlenění
Dějiny územněsprávního začleňování zahrnují období od roku 1850 do současnosti. V chronologickém přehledu je uvedena územně administrativní příslušnost obce v roce, kdy ke změně došlo:
- 1850 země česká, kraj Jičín, politický okres Mladá Boleslav, soudní okres Mnichovo Hradiště[5]
- 1855 země česká, kraj Mladá Boleslav, soudní okres Mnichovo Hradiště[5]
- 1868 země česká, politický i soudní okres Mnichovo Hradiště[5]
- 1939 země česká, Oberlandrat Jičín, politický i soudní okres Mnichovo Hradiště[6]
- 1942 země česká, Oberlandrat Praha, politický okres Mladá Boleslav, soudní okres Mnichovo Hradiště[7]
- 1945 země česká, správní i soudní okres Mnichovo Hradiště[8]
- 1949 Liberecký kraj, okres Mnichovo Hradiště[9]
- 1960 Středočeský kraj, okres Mladá Boleslav[10]

### Rok 1932
V městysi Kněžmost s 1126 obyvateli v roce 1932 byly evidovány tyto úřady, živnosti a obchody: poštovní úřad, telegrafní úřad, katolický kostel, četnická stanice, lékař, nákladní autodoprava, 2 autodrožky, biograf Sokol, cihelna, cukrář, výroba čerpadel, 3 obchody s dobytkem, drogerie, elektrotechnický závod, 3 holiči, 8 hostinců, kapelník, 2 klempíři, 3 koláři, konsum Svépomoc, 2 kováři, 3 krejčí, továrna na kůže, obchod s lahůdkami, malíř, obchod s máslem a vejci, půjčovna mlátiček, 2 mlýny, nodistka, 3 obchody s obuví, 4 obuvníci, obchod s ovocem a zeleninou, 3 pekaři, obchod s peřím, pohřební ústav, pokrývač, 2 porodní asistentky, obchod s rákosovým zbožím, 3 řezníci, 2 sadaři, sedlář, brusírna skla, 7 obchodů se smíšeným zbožím, rolnicko-občanská záložna, obchod se střižním zbožím, 6 švadlen, 4 trafiky, 2 truhláři, 2 obchody s uhlím, zámečník, obchod se zemskými plodinami, žehlírna.
Ve vsi Koprník-Násedlnice s 512 obyvateli (v roce 1932 samostatné vsi, ale která se později stala součástí Kněžmostu) byly evidovány tyto živnosti a obchody: obchod s dobytkem, 2 hostince, kovář, obuvník, 2 obchody se smíšeným zbožím, 2 trafiky, velkostatek.
Ve vsi Malobratřice s 266 obyvateli (v roce 1932 samostatné vsi, ale která se později stala součástí Kněžmostu) byly evidovány tyto živnosti a obchody: cihelna, hostinec, kovář, obchod se smíšeným zbožím, trafika, truhlář.
Ve vsi Solec s 304 obyvateli (v roce 1932 samostatné vsi, ale která se později stala součástí Kněžmostu) byly evidovány tyto živnosti a obchody: obchod s dobytkem, 3 hostince, kolář, 2 kováři, krejčí, 2 mlýny, 2 obuvníci, obchod se smíšeným zbožím, sadař, spořitelní a záložní spolek, výroba hospodářských strojů, švadlena, 3 trafiky, truhlář.

## Pamětihodnosti
- Kostel svatého Františka Serafinského uprostřed vsi, postavený byl v letech 1838 až 1841 ve stylu pozdního empíru (opravovaný)
- Socha svatého Jana Nepomuckého na návsi
- Několik opravených městských domů z 18.–19. století na náměstí

## Doprava
Obcí prochází silnice II/268 Mimoň - Mnichovo Hradiště - Kněžmost - Horní Bousov, v obci končí silnice II/276 Bělá pod Bezdězem - Bakov nad Jizerou - Kněžmost.
Místní dopravu v bývalém městysi Kněžmostě provozoval v minulosti podnik ČSAD a zůstala i podniku SECO Trans, vzniklému transformací kosmonoského dopravního závodu ČSAD. Vzhledem ke vzrůstajícím finančním požadavkům dopravce si obec založila v únoru 1998 vlastní Dopravní podnik Kněžmost, s. r. o. a převzala místní dopravu. Linky 260621 – 260628 byly zpočátku v jízdních řádech označeny zkráceným označením (1 až 8), v roce 2008 byl linek již jen 7. Polookružní linky 1 a 4 jezdí výhradně po vesnicích, které jsou součástí obce Kněžmost, ostatní linky jsou regionální meziměstské (linka 6 je jako "hnědá linka" cyklobusu součástí projektu turistických autobusů Českého ráje). Dopravu na těchto linkách zajišťovala dvě vozidla, Ford Champion a IVECO, v případě poruchy některého z nich si dopravce půjčoval mikrobus nebo dodávkový automobil od firmy IVECO. Začátkem června 2007 obec zakoupila nový autobus SOR C9.5.
V květnu 2011 jezdily z Kněžmostu regionální autobusové linky například do těchto cílů: Bakov nad Jizerou, Dolní Bousov, Jičín, Mladá Boleslav, Mnichovo Hradiště, Sobotka.
Železniční trať 063 Bakov nad Jizerou - Dolní Bousov - (Kopidlno) je jednokolejná regionální trať, doprava byla zahájena roku 1883. V úseku Bakov nad Jizerou - Dolní Bousov jezdilo v pracovních dnech roku 2011 5 párů osobních vlaků. Na úseku z Dolního Bousova do Kopidlna je od roku 2007 zastavena osobní doprava. Na území obce leží železniční zastávky Kněžmost a Lítkovice.

## Turistika
Obec je zachycena na turistických mapách KČT 17 a 19. Poblíž je řada rybníků a koupališť.

## Osobnosti
- Alois Zima (1873–1960), architekt, stavitel
- Jiří Lehečka (* 2001), tenista

## Části obce
- Kněžmost
- Býčina
- Čížovka
- Drhleny
- Chlumín
- Koprník
- Lítkovice
- Malobratřice
- Násedlnice
- Solec
- Soleček
- Srbsko
- Suhrovice
- Úhelnice
- Žantov

Od 1. ledna 1974 do 23. listopadu 1990 k obci patřil i Branžež.

## Okolní obce
Kněžmost sousedí
- na severu s obcemi Boseň, Branžež a Žďár,
- na východě s Libošovicemi, Dobšínem a Přepeřemi,
- na jihu s obcemi Obruby, Obrubce a Husí Lhota
- na západě s Dolními Stakory, Bakovem nad Jizerou a Mnichovým Hradištěm

## Další fotografie

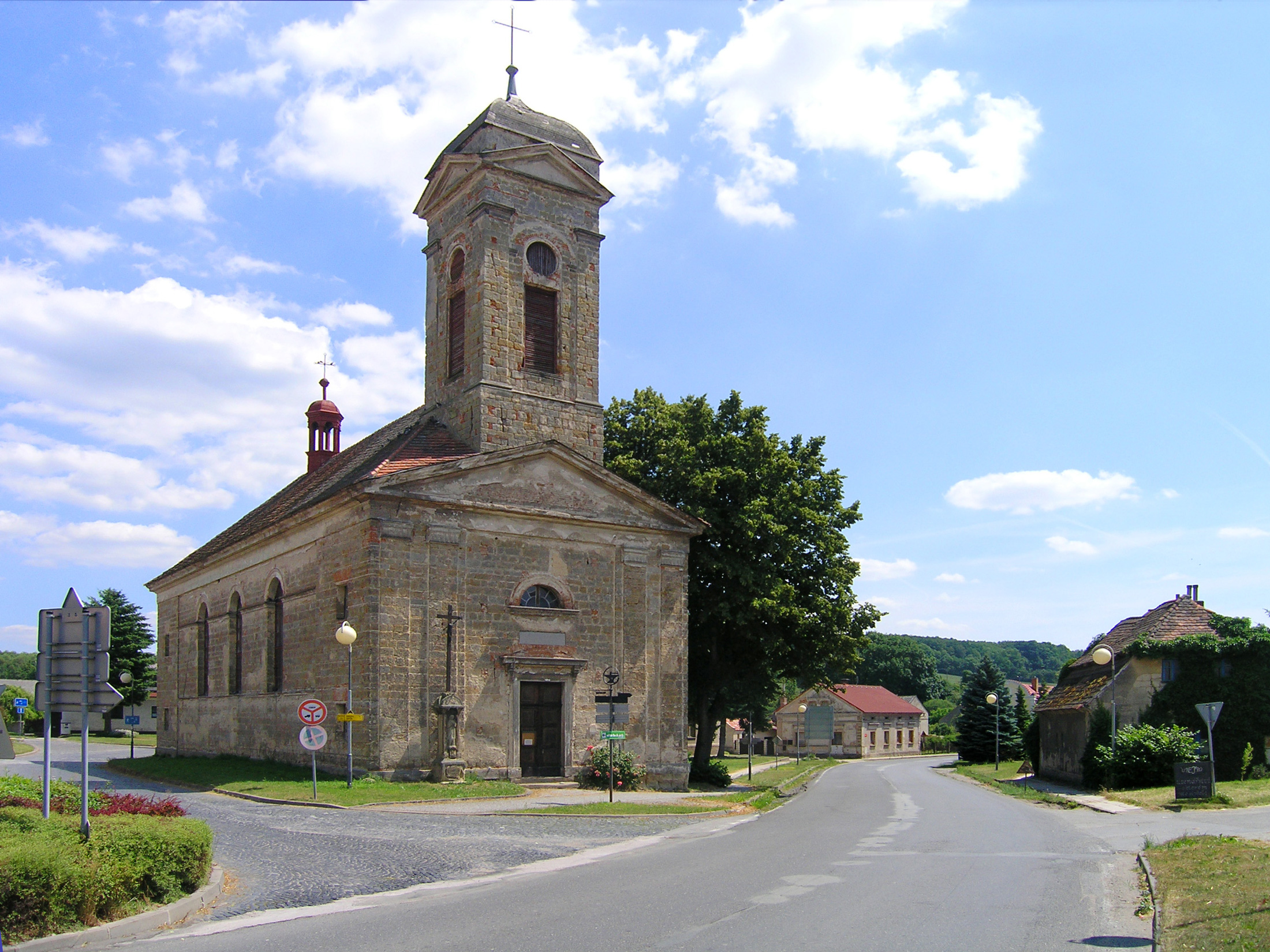
Kostel sv. Františka Serafínského
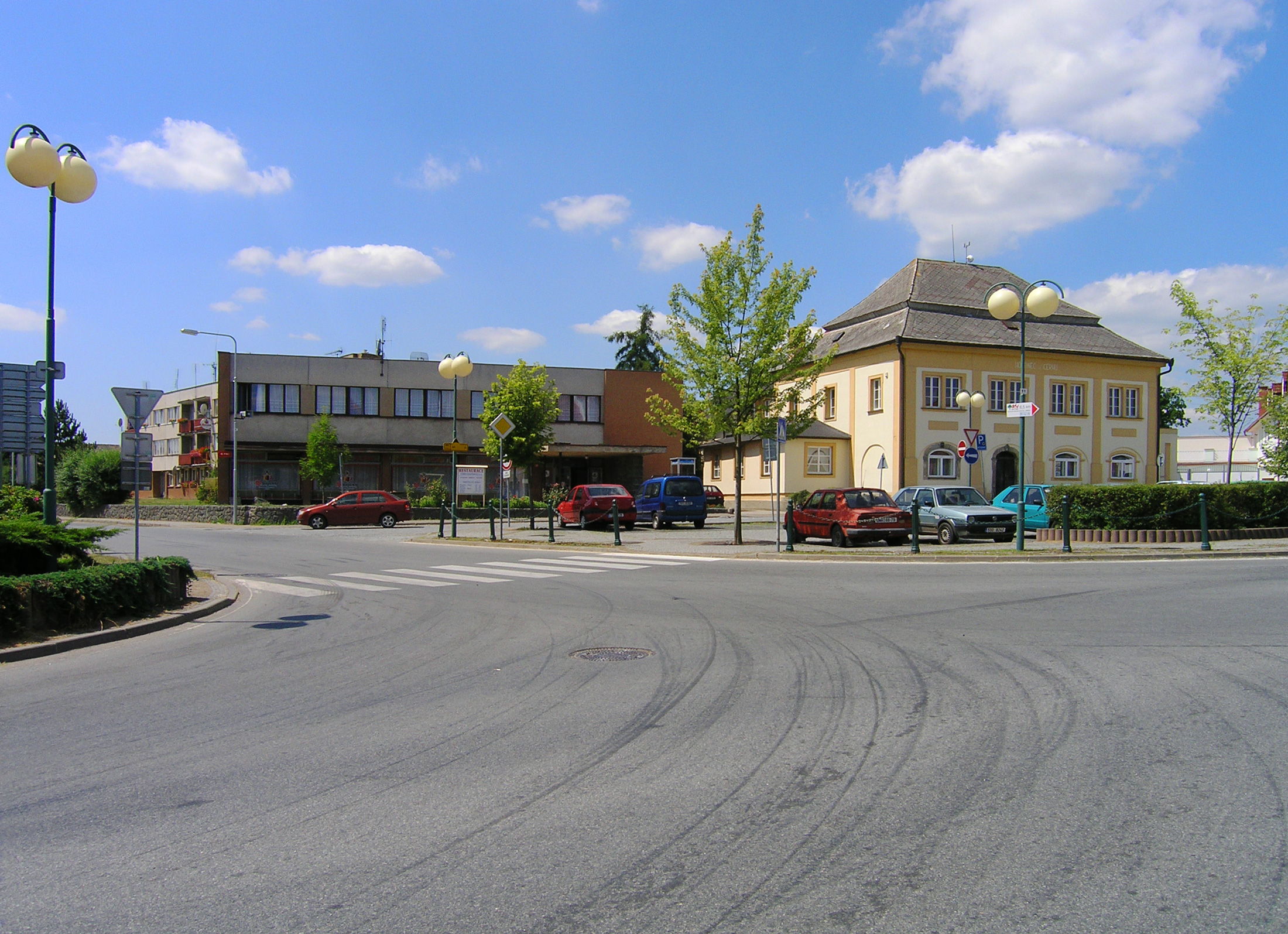
Náměstí
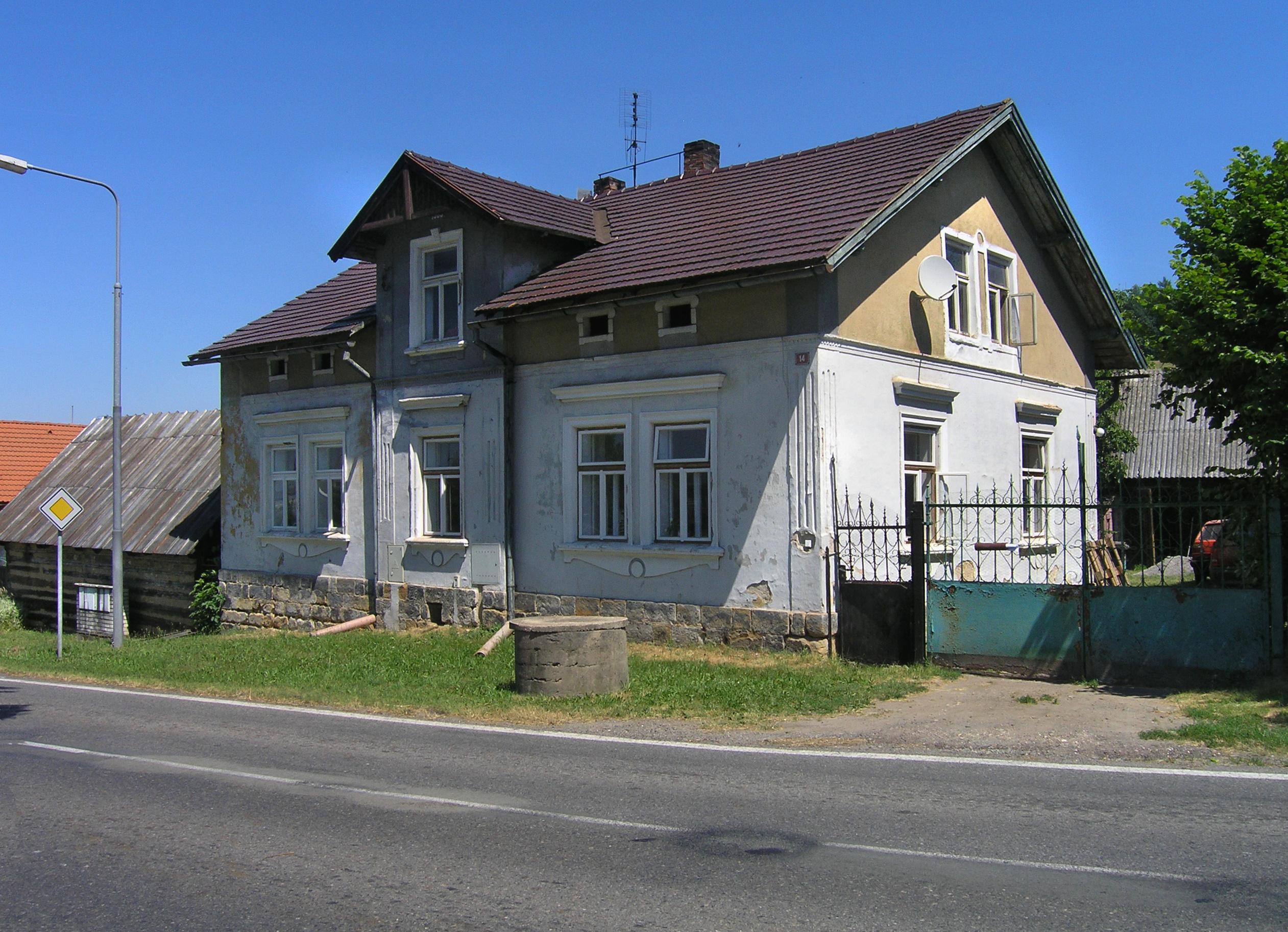
Dům v Žantově, předměstí Kněžmostu
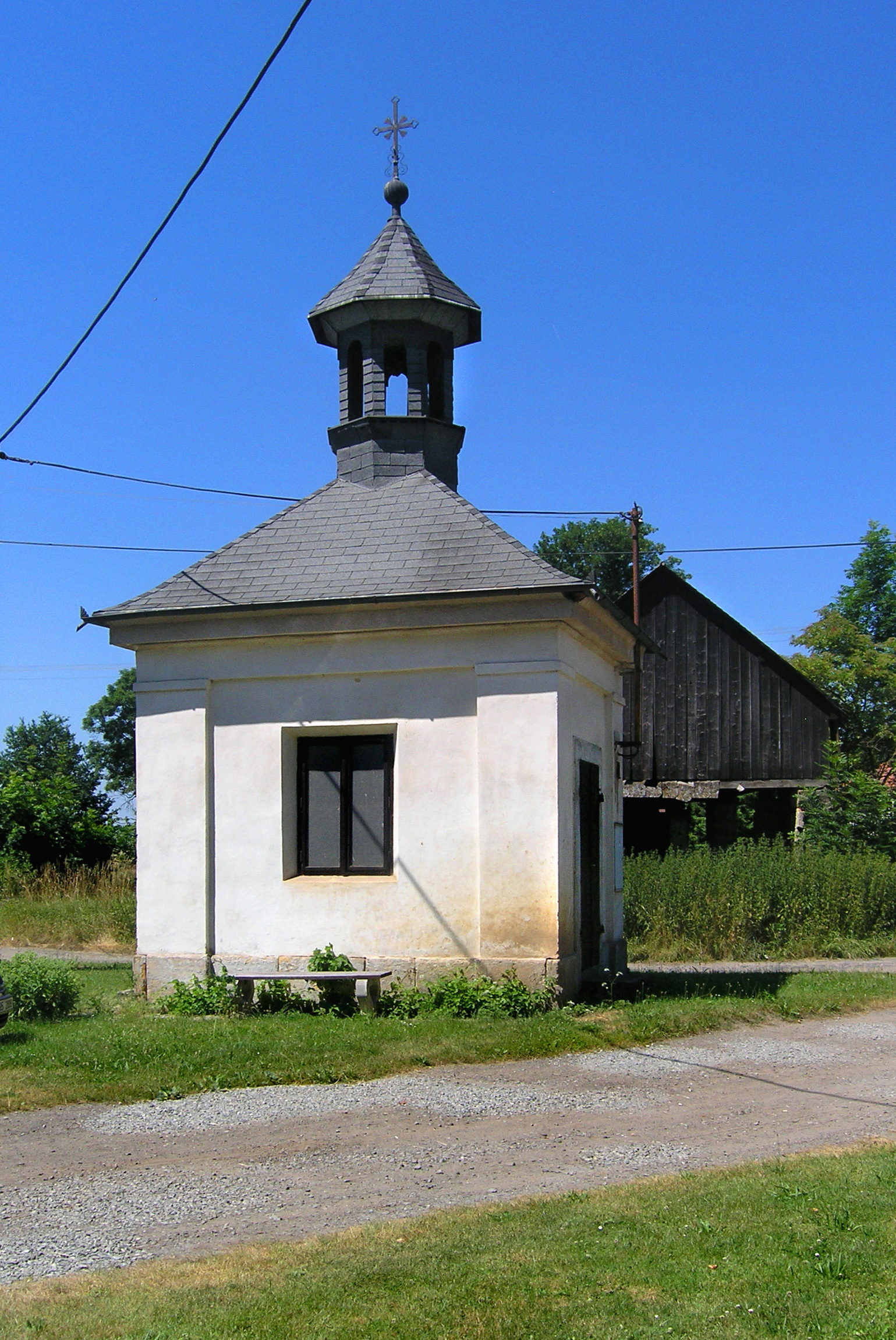
Kaplička v místní části Býčina